# Contea di Xiahe
La contea di Xiahe (夏河S, Xiàhé XiànP) è una contea della Cina, situata nella provincia del Gansu e amministrata dalla prefettura autonoma tibetana di Gannan.